# Cacatua ophthalmica
La cacatúa oftálmica (Cacatua ophthalmica) es una especie de ave psitaciforme de la familia de las cacatúas endémica de las selvas de Papúa Nueva Guinea. 

## Descripción

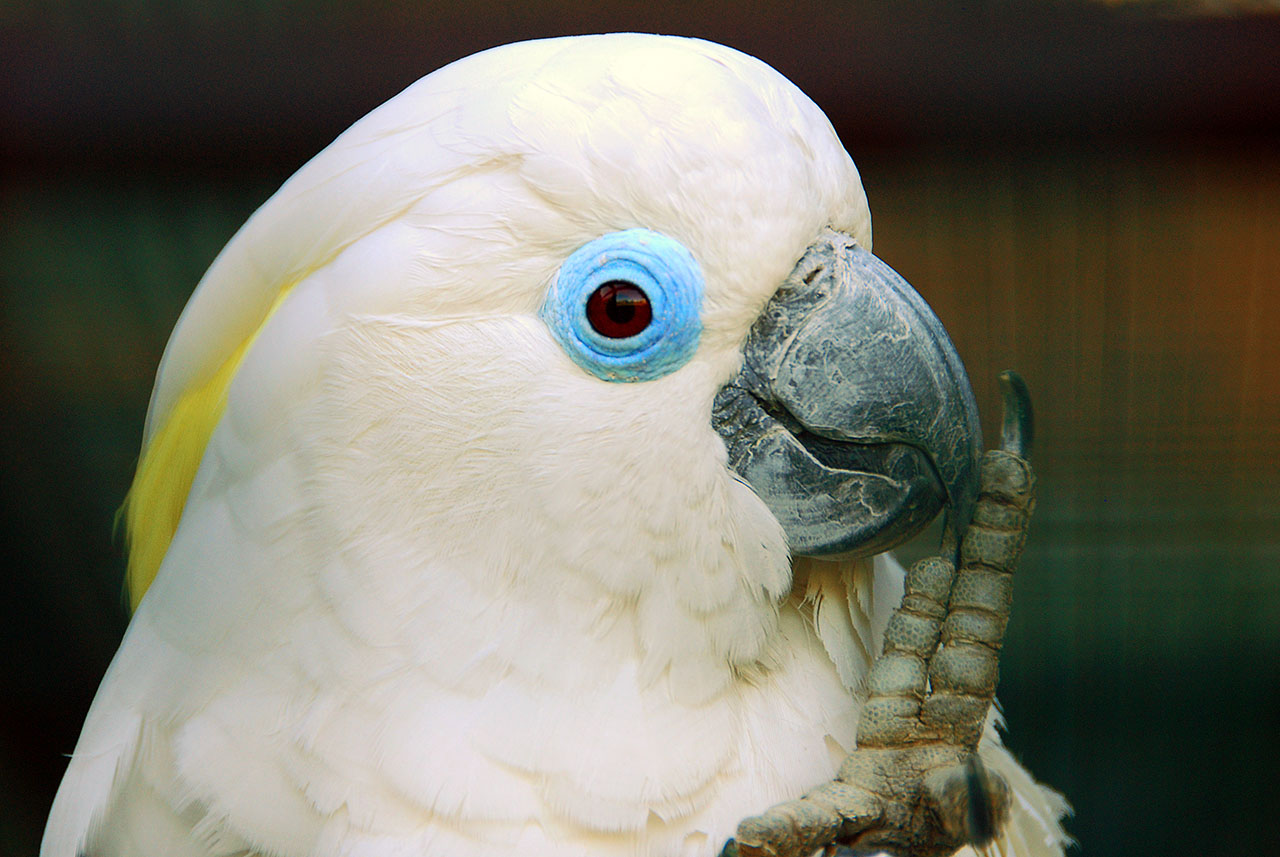
Cacatúa oftálmica.

Es una cacatúa grande, de unos 50 cm de largo, principalmente blanca, con una cresta eréctil de color amarillo y blanco, un pico negro, patas gris oscuro y un borde azul claro de piel sin plumas alrededor de cada ojo, lo que le da a esta especie su nombre. Los sexos son muy similares en apariencia. Algunos machos tienen iris de color marrón oscuro y algunas hembras tienen iris de color marrón rojizo, pero esta pequeña diferencia no siempre es confiable como indicador de género. La cacatúa oftálmica se confunde fácilmente con la cacatúa de moño amarillo, pero tiene una cresta más redondeada con más blanco en la parte frontal y un anillo ocular azul más brillante. Alcanza la madurez sexual después de 4 años y vive un promedio de 50 años.
Se sabe que esta cacatúa es una mascota doméstica exigente pero excelente. Esta ave ha sido llamada por algunos como la más amigable y cariñosa de todas las especies de cacatúas. Las habilidades domésticas incluyen imitar a los dueños, acostarse sobre la espalda de sus seres queridos y su amor por el juego. Debido a su capacidad de interacción, estas mascotas requieren bastante atención. La falta de interacción podría resultar en el autodesplumado.

## Alimentación
Consiste principalmente en varias semillas y nueces, bayas y frutas. También se sabe que se alimentan de insectos y larvas.

## Distribución
Es endémica de los bosques de tierras bajas de Nueva Bretaña, al este de Nueva Guinea, y es la única cacatúa del archipiélago de Bismarck. Estos bosques de tierras bajas consisten en bosques primarios (vírgenes), bosques talados selectivamente y bosques cultivados o atendidos por pueblos indígenas. En la década de 1960, a los investigadores les resultó difícil encontrar a la majestuosa ave debido a las rutas de vuelo que tomaban en estos bosques ajardinados. Las bandadas del ave volarían 3,280 pies en el aire, lo que resultaría en un momento difícil para verlas. No son muy particulares de los tipos de árboles que eligen para anidar, pero se encuentran de forma más abundante y activa en los bosques primarios que en los bosques ajardinados. Los nidos suelen estar ubicados en árboles muy grandes, a una altura promedio de 41 m. 

## Amenazas
En 2004, la Lista Roja de la UICN la catalogó como especie bajo preocupación menor. En 2008 fue reclasificada como especie vulnerable debido principalmente al rápido y gran declive de sus poblaciones por el tráfico ilegal y la pérdida de hábitat por tala de árboles, incendios forestales y construcción de inmuebles.